# Calvanico
Calvanico es una localidad y comune italiana de la provincia de Salerno, región de Campania, con 1.533 habitantes.

## Evolución demográfica
| Gráfica de evolución demográfica de Calvanico entre 1861 y 2001 |
|                                                                 |
| Fuente ISTAT - elaboración gráfica de Wikipedia                 |